# Rio Open 2022 - Qualificazioni singolare
Le qualificazioni del singolare del Rio Open 2022 sono state un torneo di tennis preliminare per accedere alla fase finale della manifestazione. I vincitori dell'ultimo turno sono entrati di diritto nel tabellone principale. In caso di ritiro di uno o più giocatori aventi diritto a questi sono subentrati i lucky loser, ossia i giocatori che hanno perso nell'ultimo turno ma che avevano una classifica più alta rispetto agli altri partecipanti che avevano comunque perso nel turno finale.

## Teste di serie
1. Miomir Kecmanović (qualificato)
2. Sebastián Báez (qualificato)
3. Roberto Carballés Baena (ultimo turno)
4. Marco Cecchinato (primo turno)

1. Hugo Dellien (ultimo turno)
2. Daniel Elahi Galán (qualificato)
3. Carlos Taberner (primo turno)
4. Yannick Hanfmann (ultimo turno)

## Qualificati
1. Miomir Kecmanović
2. Sebastián Báez

1. Juan Ignacio Londero
2. Daniel Elahi Galán

## Tabellone

### Legenda
| - Q = Qualificato - WC = Wild card - LL = Lucky loser | - ALT = Alternate - SE = Special Exempt - PR = Protected Ranking | - w/o = Walkover - r = Ritirato - d = Squalificato |

### Sezione 1
|  | Primo turno | Primo turno       | Primo turno       | Primo turno | Primo turno |  |  | Ultimo turno | Ultimo turno      | Ultimo turno      | Ultimo turno | Ultimo turno |  |
|  |             |                   |                   |             |             |  |  |              |                   |                   |              |              |  |
|  | 1           | Miomir Kecmanović | Miomir Kecmanović | 6           | 6           |  |  |              |                   |                   |              |              |  |
|  | WC          | Gustavo Heide     | Gustavo Heide     | 4           | 2           |  |  | 1            | Miomir Kecmanović | Miomir Kecmanović | 6            | 6            |  |
|  | WC          | Orlando Luz       | Orlando Luz       | 0           | 1           |  |  | 5            | Hugo Dellien      | Hugo Dellien      | 2            | 4            |  |
|  | 5           | Hugo Dellien      | Hugo Dellien      | 6           | 6           |  |  |              |                   |                   |              |              |  |

### Sezione 2
|  | Primo turno | Primo turno             | Primo turno             | Primo turno | Primo turno |  |  | Ultimo turno | Ultimo turno     | Ultimo turno | Ultimo turno | Ultimo turno |  |
|  |             |                         |                         |             |             |  |  |              |                  |              |              |              |  |
|  | 2           | Sebastián Báez          | 63                      | 6           | 6           |  |  |              |                  |              |              |              |  |
|  | Alt         | Nikola Milojević        | 7                       | 3           | 4           |  |  | 2            | Sebastián Báez   | 2            | 7            | 7            |  |
|  |             | Bernabé Zapata Miralles | Bernabé Zapata Miralles | 2           | 4           |  |  | 8            | Yannick Hanfmann | 6            | 62           | 62           |  |
|  | 8           | Yannick Hanfmann        | Yannick Hanfmann        | 6           | 6           |  |  |              |                  |              |              |              |  |

### Sezione 3
|  | Primo turno | Primo turno             | Primo turno             | Primo turno | Primo turno |  |  | Ultimo turno | Ultimo turno            | Ultimo turno            | Ultimo turno | Ultimo turno |  |
|  |             |                         |                         |             |             |  |  |              |                         |                         |              |              |  |
|  | 3           | Roberto Carballés Baena | Roberto Carballés Baena | 7           | 7           |  |  |              |                         |                         |              |              |  |
|  |             | Thiago Seyboth Wild     | Thiago Seyboth Wild     | 64          | 63          |  |  | 3            | Roberto Carballés Baena | Roberto Carballés Baena | 2            | 4            |  |
|  |             | Juan Ignacio Londero    | Juan Ignacio Londero    | 6           | 6           |  |  |              | Juan Ignacio Londero    | Juan Ignacio Londero    | 6            | 6            |  |
|  | 7           | Carlos Taberner         | Carlos Taberner         | 3           | 1           |  |  |              |                         |                         |              |              |  |

### Sezione 4
|  | Primo turno | Primo turno                  | Primo turno             | Primo turno | Primo turno |  |  | Ultimo turno | Ultimo turno                 | Ultimo turno                 | Ultimo turno | Ultimo turno |  |
|  |             |                              |                         |             |             |  |  |              |                              |                              |              |              |  |
|  | 4           | Marco Cecchinato             | 75                      | 2           | 4           |  |  |              |                              |                              |              |              |  |
|  | WC          | Matheus Pucinelli de Almeida | 65                      | 6           | 6           |  |  | WC           | Matheus Pucinelli de Almeida | Matheus Pucinelli de Almeida | 3            | 3            |  |
|  |             | Tomás Martín Etcheverry      | Tomás Martín Etcheverry | 3           | 2           |  |  | 6            | Daniel Elahi Galán           | Daniel Elahi Galán           | 6            | 6            |  |
|  | 6           | Daniel Elahi Galán           | Daniel Elahi Galán      | 6           | 6           |  |  |              |                              |                              |              |              |  |